# Ganna (Veszprém)
Ganna es un pueblo ubicado en el distrito de Pápa, en el condado de Veszprém, Hungría.

## Superficie
Posee una superficie de 15,47 kilómetros cuadrados.

## Demografía
Hasta 2019 la población era de 202 habitantes, con una densidad de población de 13,06 habitantes por kilómetro cuadrado.